# روزتو کاپو سپولیکو
روزتو کاپو سپولیکو (به ایتالیایی: Roseto Capo Spulico) یک کومونه در ایتالیا است که در استان کزنتزا واقع شده‌است. روزتو کاپو سپولیکو ۳۰ کیلومتر مربع مساحت و ۱٬۹۱۴ نفر جمعیت دارد و ۲۱۷ متر بالاتر از سطح دریا واقع شده‌است.

## خواهرخوانده
شهر رومنتینو خواهرخواندهٔ روزتو کاپو سپولیکو هست.